# THE BEST OF FLOWER COMPANYZ "映像の爆発!" フラカン・ビデオ・クリップ集
「THE BEST OF FLOWER COMPANYZ "映像の爆発!" フラカン・ビデオ・クリップ集」（ザ ベストオブフラワーカンパニーズ えいぞうのばくはつ フラカンビデオクリップしゅう）は、フラワーカンパニーズのDVDビデオクリップ集。

## 収録曲
1. 東京タワー
2. 真冬の盆踊り
3. 白眼充血絶叫楽団
4. BELLBOTTOM JACK
5. 夜明け
6. 元気ですか
7. LOVE ME DO
8. LOVE ME DO (ライヴバージョン)
9. ホップ ステップ ヤング
10. 涙よりはやく走れ
11. ヒコーキ雲
12. 最高の夏
13. 靴下
14. 冬のにおい
15. ああ今日も空振り
16. 恋をしましょう
17. 孤高の英雄
18. ライトを消して走れ
19. アイ・アム・バーニング